# 日本—馬來西亞關係

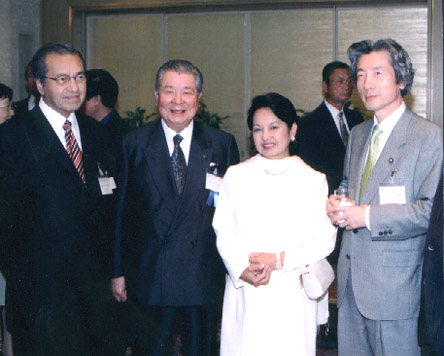
2002年5月21日，马来西亚首相马哈迪·莫哈末（左一）在东京新大谷饭店与日本首相小泉纯一郎（右一）会面。右二为菲律宾总统格洛丽亚·马卡帕加尔-阿罗约

日本－馬來西亞關係是指日本和馬來西亞兩國之間的雙邊外交關係。最早記載的兩國歷史關係是15世紀马六甲苏丹国和琉球国之間的貿易關係。在整個19世紀，少數日本定居者移居到當今馬來西亞的各個地區。這種情況一直持續到20世紀，直到第二次世界大战期間，隨著日本帝國的崛起及其對英屬馬來亞和婆羅洲的入侵和佔領。戰後，兩國關係逐漸改善，最終在马哈迪·莫哈末1980年代首次擔任首相期間，馬來西亞實行向東學習政策。
日本在首都吉隆玻設有大使館，在檳城喬治鎮設有總領事館，在高田基那巴魯設有領事館。馬來西亞在東京澀谷設有大使館。兩國有著熱情的外交關係。根據皮尤研究中心2013年的一項調查，80%的馬來西亞人對日本及其影響持積極看法。馬來西亞是世界上最親日的國家之一。
| 國家           | 正面觀感 | 負面觀感 | 中立 | 正負觀感差值 |
| -------------- | -------- | -------- | ---- | ------------ |
| 中华人民共和国 | 4%       | 90%      | 6    | -86          |
|                | 22%      | 77%      | 1    | -55          |
| 巴基斯坦       | 51%      | 7%       | 42   | 44           |
| 菲律賓         | 78%      | 18%      | 4    | 60           |
|                | 78%      | 16%      | 6    | 62           |
| 印度尼西亞     | 79%      | 12%      | 9    | 67           |
| 马来西亚       | 80%      | 6%       | 14   | 74           |

## 外交关系
2015年，日本外交部长岸田文雄访问马来西亚后，两国同意将马日关系从「加强伙伴关系」提升至「战略伙伴关系」。
2022年，适逢马日建交65周年，也是马来西亚实施向东学习政策40周年，马来西亚與日本同意将双边关系提升到更全面的水平，并继续实行向东学习政策。同年5月，马来西亚首相依斯迈沙比理率领代表团前往日本，与日本首相岸田文雄进行访问，这也是两国时任领导人首次会面。两国在关于特定技能和飞机工业等三个领域交换合作备忘录，也建议将马日关系从「加强伙伴关系」提升至「战略伙伴关系」。同时两国领导人共同声明，不允许俄罗斯入侵乌克兰和任何国家的侵犯行为，并同意在改善人道主义状况方面进行合作。10月，两国同意将现有的战略伙伴关系，提升至全面战略伙伴关系。

## 援助关系
日本协力机构与马来西亚海事执法机构于2018年起，协助后者针对提升人员技能培训以及如何促进区域国家合作的课题进行了交流。
自2020年3月至9月爆发Covid-19病毒大流行以来，马来西亚和日本除了保持双边的合作之外，日本还通过国际组织以捐款方式向马来西亚提供人道主义援助。其中日本透过红十字会与红新月会国际联合会（IFRC），向马来西亚捐款了97万美元，主要用于发放食品、洗手液、外科口罩个人防护装备（PPE）卫生用品和采购医疗服务车辆等。也透过联合国儿童基金会，向马来西亚捐款了22万美元，为儿童提供持续培训和远程视频教育援助。透过联合国难民署，向马来西亚捐款100万美元，为高危家庭人士提供最低生活的必需品和卫生用品等。
2021年7月1日，日本向马来西亚赠送100万剂日本生产的阿斯利康疫苗。11月15日，日本通过国际协力机构（JICA），向马来西亚卫生部捐款价值600万令吉的冷链设备，包括184台冰箱、1343台冷藏箱、1579台数据记录器。

## 经济合作关系
就经济关系而言，日本自2015年以来是马来西亚的第四大贸易伙伴。在制造业方面，日本也是马来西亚的第三大投资者。
马来西亚前首相马哈迪·莫哈末和日本籍合伙人铃木二郎于2006年联合投资成立了The Loaf连锁日式面包店。2006年在吉打浮罗交怡德拉加海港公园帆船码头旁创设首家烘焙旗舰店，斥资约300万令吉，并聘请日本籍糕饼师主持。
2022年，马来西亚与日本签署并交换航空工业合作谅解备忘录（Memorandum of Cooperation），以便加强、促进和发展两国的航空工业和培育工作。